# بيت الشاطر (شبام كوكبان)

تعديل مصدري - تعديل

بيت الشاطر هي إحدى قرى عزلة ضلاع الأعلى بمديرية شبام كوكبان التابعة لمحافظة المحويت، بلغ تعداد سكانها 66 نسمة حسب تعداد اليمن لعام 2004.